# 科內茨維爾 (肯塔基州)
科內茨維爾（英語：Cornettsville）是位於美國肯塔基州佩里縣的一個非建制地區。

## 地理
科內茨維爾所處的海拔為高於海平面284米（即932英呎），而該地所採用的時區為UTC-5，即北美東部時區（EST）。同時該地設有夏令時間，為UTC-5調快一小時，即UTC-4（EDT）。